# Боббі ван де Ґраф
Боббі ван де Ґраф (нід. Bobbie van de Graaf, 17 березня 1944) — нідерландський академічний веслувальник.
Бронзовий призер Олімпійських Ігор 1964 року в складі розпашної четвірки зі стерновим.